# Arsène Lacarrière-Latour
Arsène Lacarrière-Latour (né à Aurillac en 1778 et mort à Saint-Mamet-la-Salvetat en 1837) est un architecte français. Il effectua l'essentiel de sa carrière aux Amériques et servit comme ingénieur du génie au cours de la guerre anglo-américaine de 1812.

## Biographie
Fils du lieutenant-général Guillaume de Lacarrière de la Tour de Falhiès, il est issu d'une famille de magistrats. Il épouse à Aurillac Marie-Caroline de Montal, dont il a deux enfants.
Après des études à l'Académie royale d'architecture à Paris, Arsène Lacarrière-Latour s'embarque pour la partie française de l'île de Saint-Domingue (Haïti) afin de s'occuper de propriétés familiales. À partir de 1791, le pays est en proie à de violents combats à la suite du soulèvement des esclaves qui se transforme en révolution. Bonaparte décide alors d'envoyer une expédition armée pour reprendre le contrôle de l'île. Arsène Lacarrière-Latour est nommé officier du génie. Après la défaite de l'armée française commandée par Donatien-Marie-Joseph de Rochambeau (fils du maréchal de France, le héros de l'indépendance américaine) il rejoint les États-Unis, d'abord à New York en 1804, où il se lie avec Edward Livingston, homme politique américain, et frère du diplomate Robert Livingston, signataire à Paris du traité de cession de la Louisiane par la France aux États-Unis.
Architecte important à La Nouvelle-Orléans, en Louisiane (où il a accompagné Livingston), il est aussi en 1810 l'urbaniste fondateur de la ville de Bâton-Rouge, future capitale de l'État.
Il participe à la deuxième guerre d'indépendance des États-Unis aux côtés du général Andrew Jackson, comme ingénieur principal (1814-1815). Il publie en 1816 des mémoires de guerre qui font encore référence. 
Devenu le major Latour, il retrouve à Philadelphie, dans l'entourage des exilés français de l'Empire réunis autour de Joseph Bonaparte, le général Charles Lallemand qu'il avait bien connu à Haïti. Ensemble ils échafaudent le projet de la colonie du Champ d'Asile, au Texas. Les conseils de Lacarrière-Latour ne sont pas suivis par Lallemand, et c'est l'échec en 1818. Leur amitié durera cependant jusqu'à la mort de Latour. L'architecte aura rencontré trois présidents des États-Unis (James Madison, James Monroe et Andrew Jackson) mais aussi les fameux flibustiers, les frères Lafitte. Il organisera avec Jean Lafitte et des indépendantistes mexicains de mystérieuses missions vers l'ouest, sans que l'on sache si c'était pour le compte du président américain Monroe ou bien pour celui de l'ambassadeur d'Espagne Luis de Onis. Faisant partie des « hommes des Lumières », Latour apparaît comme un personnage aux évolutions complexes.
Il sera, à partir de 1817, architecte à La Havane et conseiller des autorités espagnoles à Cuba. Ses importants rapports  - remarquables et visionnaires - parviendront au roi Ferdinand VII d'Espagne.
Revenu en France après 1830, il y retrouvera et ses enfants et son ami Charles Lallemand, devenu pair de France et gouverneur de la Corse. 
Il mourra en 1837 dans sa province natale, à Saint-Mamet-la-Salvetat, dans le Cantal.

## Réalisations
- Plan d'urbanisme de Bâton Rouge, aujourd'hui capitale de la Louisiane.
- Plusieurs bâtiments privés et publics à La Nouvelle-Orléans,
- Ponts, aqueduc, viabilisation des rues, introduction de la machine à vapeur, à La Havane,
- Plans pour le fort mexicain et port de guerre de San Juan de Ulúa, au large de Veracruz,
- Projet du percement d'un canal inter-océanique au Nicaragua.

## Publications
- Historical memoir of the war in West Florida and Louisiana in 1814-1815 with an Atlas.  Philadelphie, 1816.

## Sources
- Guy Clermont, « Arsène Lacarrière Latour », Bulletin de la Société d'Histoire de la Guadeloupe, no 181,‎ septembre 2018, p. 87–109 (ISSN 2276-1993, DOI 10.7202/1056377ar, lire en ligne)
- Jean Garrigoux, Un Aventurier visionnaire: Lacarrière-Latour, 1778-1837 : l'étrange parcours d'un Français aux Amériques, 1997, Société de la Haute-Auvergne
- Arsène Lacarrière Latour, Historical memoir of the war in West Florida and Louisiana in 1814-15, with an Atlas. Edited with an introduction by Gene A. Smith. The Historic New-Orleans collection and University Press of Florida. 1999.
- Louis Nozières, « La famille d'Arsène Lacarrière-Latour », 2002, in Revue de la Haute-Auvergne no 64
- Eugenio Sanchez de Fuentes y Pelaez : "Cuba monumentaria y estatuaria…" La Habana 1916.